# St. Maximilian Kolbe (Kurki)
Diw St.-Maximilian-Kolbe-Kirche in Kurki ist eine schlichte Saalkirche aus der Mitte des 18. Jahrhunderts. Bis 1945 war sie die Pfarrkirche des evangelischen Kirchspiels Kurken in Ostpreußen. Jetzt ist sie römisch-katholische Filialkirche der Pfarrei Orzechowo (Nußtal) in der polnischen Woiwodschaft Ermland-Masuren.

## Geographische Lage
Kurki liegt an der polnischen Landesstraße 58 Olsztynek–Szczuczyn im Südwesten der Woiwodschaft Ermland-Masuren. Ein Bahnanschluss besteht nicht.
Der Standort der Kirche im Dorf ist die östliche Ortsmitte nördlich der Hauptstraße.

## Kirchengebäude
Eine Kirche gab es in Kurken bereits im 15. Jahrhundert. Nachrichten über sie gibt es nicht mehr. Es findet sich aber die Bitte der Kurkener an den preußischen König Friedrich II. um Unterstützung beim Bau einer neuen Kirche mit dem Hinweis darauf, dass das über 200 Jahre bestehende Gotteshaus zu verfallen drohte. Der König kam der Bitte der Kurkener nach und spendierte 500 Taler. Auch bat er, über den Fortgang der Bauarbeiten informiert zu werden. Einen eskalierenden Streit zwischen den Dörfern um den Standort der neuen Kirche schlichtete er durch Kabinettsorder.
1751 begann der Neubau der Kirche. Das Bauholz lieferte die Försterei Dziergunken (1938 bis 1945 Kiebitzort, polnisch Dzierzgunka). Die Bauarbeiten oblagen dem Maurermeister Johann Friedrich Döhner aus Neidenburg (polnisch Nidzica), während für die Holzarbeiten der Zimmermeister Marenski aus Hohenstein i. Ostpr. (Olsztynek) verantwortlich war.

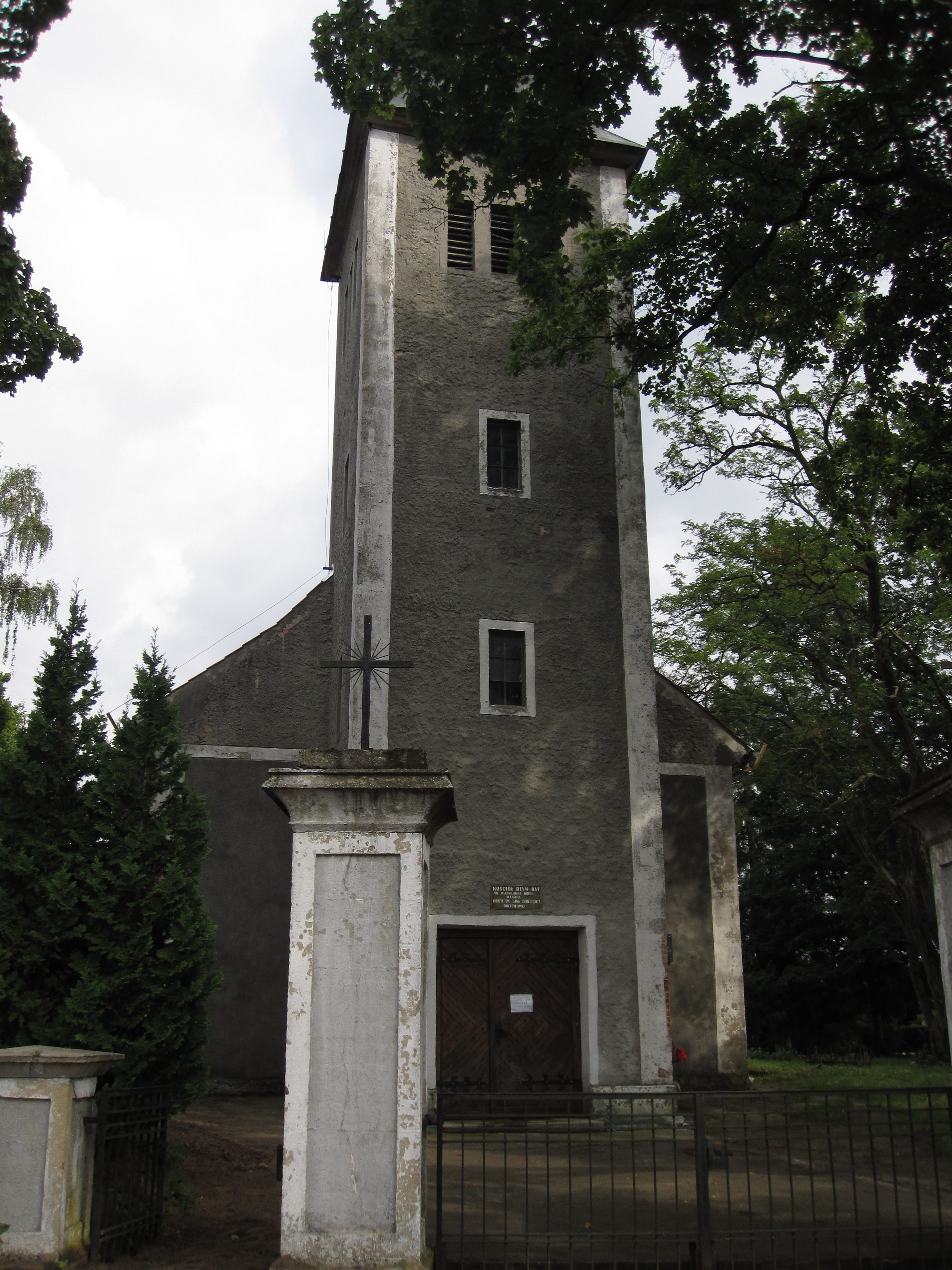
Blick auf den Turm der Kirche

Am 14. September 1753 fand die feierliche Einweihung der neuen Kirche statt. Es war ein einfacher Saalbau in kleinerer Dimensionierung entstanden. 1906 fanden Renovierungsarbeiten statt, im Rahmen derer die Wände erhöht und der Turm mit einem helmförmigen Dach angebaut wurden.
Die Innenausstattung war schlicht: Altar und Kanzel bildeten ein Ganzes. Die Glasfenster stammten aus dem Ende des 18. Jahrhunderts. Die Orgel, von der noch heute Originalteile vorhanden sind, wurde 1844 von der Kirche Friedrichshof (polnisch Rozogi) bei Ortelsburg (polnisch Szczytno) erworben. In der Kirche befindet sich ein Epitaph, das den im Ersten Weltkrieg verstorbenen Kirchspieleinwohnern gewidmet ist.
Das nach dem Zweiten Weltkrieg stark renovierungsbedürftige evangelische Gotteshaus wurde von der römisch-katholischen Kirche übernommen. Sie widmete es dem Hl. Maximilian Kolbe.

## Kirchengemeinde

### Evangelisch

#### Kirchengeschichte
Mit der Reformation wurde die in vorreformatorischer Zeit gegründete Kirchengemeinde in Kurken evangelisch. Bis 1712 war das Kirchspiel des königlichen Bauerndorfes Filialkirche von Hohenstein i. Ostpr. (polnisch Olsztynek) und kam danach zu Seelesen (polnisch Żelazno). 1855 schließlich wurde es unter Pfarrer Adam Krolczyk eine selbständige Kirchengemeinde.
Bis 1945 gehörte die Pfarrei Kurken zum Superintendenturbezirk Hohenstein i. Ostpr. im Kirchenkreis Osterode in Ostpreußen (polnisch Ostróda) innerhalb der Kirchenprovinz Ostpreußen der Kirche der Altpreußischen Union. Im Jahre 1925 zählte das aus 16 Orten bestehende Kirchspiel Kurken insgesamt 1590 Gemeindeglieder.
Flucht und Vertreibung der einheimischen Bevölkerung ließen das Leben der evangelischen Kirchengemeinde in dem dann „Kurki“ genannten Dorf absterben. Das Gotteshaus wurde der römisch-katholischen Kirche übereignet. Heute hier lebende evangelische Einwohner gehören jetzt zur Kirchengemeinde Olsztynek, einer Filialgemeinde der Christus-Erlöser-Kirche Olsztyn (Allenstein) in der Diözese Masuren der Evangelisch-Augsburgischen Kirche in Polen.

#### Kirchspielorte
Zum Kirchspiel Kurken gehörten bis 1945 die Orte bzw. Ortschaften:
| Deutscher Name                         | Polnischer Name        |  | Deutscher Name                     | Polnischer Name   |
| -------------------------------------- | ---------------------- |  | ---------------------------------- | ----------------- |
| * Dembenofen                           | Dąb                    |  | * Lindenwalde                      | Lipowo Kurkowskie |
| Dziergunken 1938–1945 Kiebitzort       | Dzierzgunka            |  | Neu Kaletka 1938–1945 Herrmannsort | Nowa Kaletka      |
| * Gimmendorf                           | Zgniłocha              |  | Nußtal                             | Orzechowo         |
| * Groß Nattatsch 1938–1945 Großseedorf | Natać Wielka           |  | * Persing                          | Brzeźno Łyńskie   |
| * Klein Maransen                       | Marózek                |  | Plautzig                           | Pluski            |
| Klein Nattatsch 1938–1945 Kleinseedorf | Natać Mała             |  | * Schwedrich                       | Swaderki          |
| * Kurken mit Kurkenmühle               | Kurki mit Kurecki Młyn |  | Sellwa 1938–1945 Sellwen           | Selwa             |
| Lansk                                  | Rybaki                 |  | Sombien                            | Ząbie             |

#### Pfarrer
An der Kirche Kurken amtierten als evangelische Ortsgeistliche die Pfarrer:
- Adam Krolczyk, 1855–1859
- Rudolf Otto Riemer, 1859–1866
- Friedrich August Salkowski, 1866–1874
- Julius Friedrich Sadowski, 1890–1897
- Reinhold Hugo Wilhelm Link, 1897–1907
- NN. Schmolke, 1911–1912
- Arnold Przygodda, 1915–1919
- Wilhelm Denzer, 1921–1925
- Friedrich Otto Bierfreund, ab 1925
- Helmut Falsner, 1935–1937
- Erich Hegner, 1938–1940
- Gerhard Barkow, 1941–1945

#### Kirchenbücher
Von den Kirchenbüchern der Kirchengemeinde Kurken sind erhalten geblieben und werden im Evangelischen Zentralarchiv in Berlin aufbewahrt:
- Taufen: 1744 bis 1944
- Trauungen: 1800 bis 1944
- Begräbnisse: 1800 bis 1944

Einige Bücher enthalten Lücken. Namensverzeichnisse liegen für die Zeit von 1800 bis 1939 vor.

### Römisch-katholisch

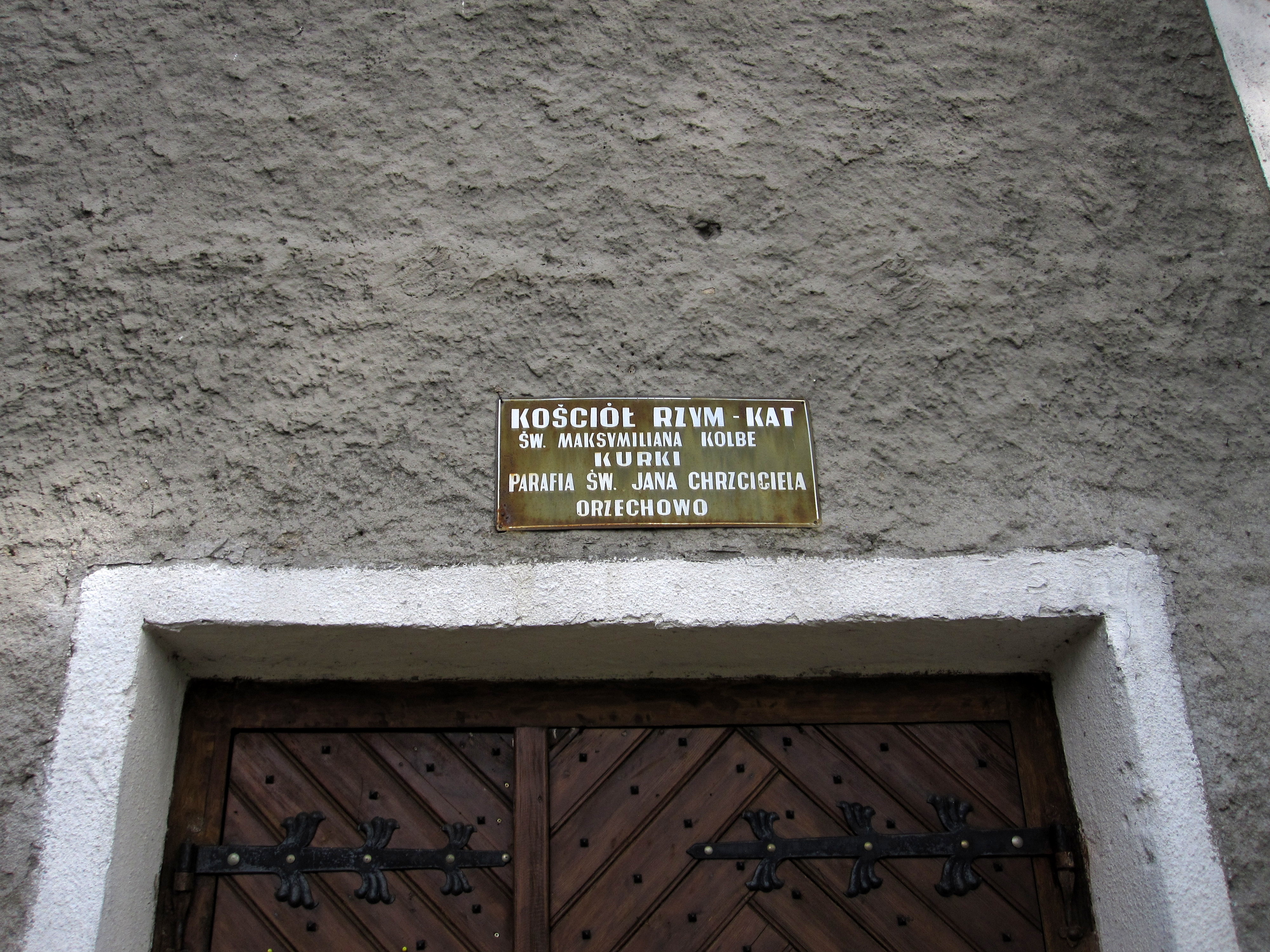
Informationstafel am Turm der Kirche

Die römisch-katholische Pfarrkirche für Kurken war seit 1912 die St.-Johannes-der-Täufer-Kirche in Nußtal (polnisch Orzechowo). Vorher war das Dorf nach Wuttrienen (polnisch Butryny) eingepfarrt. Heute ist die Kirche in Kurki wieder eine Filialkirche und gehört – wie auch die Kirche im Nachbardorf Pluski (Plautzig) – zur Pfarrei Orzechowo. Sitz der Pfarrei ist Pluski. Sie gehört zum Dekanat Olsztynek im Erzbistum Ermland.